# Vlag van Manitoba

Vlag van Manitoba (ratio 1:2)

Vlag van de luitenant-gouverneur van Manitoba

De vlag van Manitoba is een Brits rood vaandel met aan de rechterkant het wapen van Manitoba. Het provinciale schild toont een bison die op een rots staat op een groene achtergrond. In het witte schildhoofd staat het rode Sint-Joriskruis, dat Engeland symboliseert. Deze vlag werd door het provinciale parlement aangenomen op 11 mei 1965, krachtens een wet die pas op 12 mei 1966 in werking zou treden, nadat koningin Elizabeth II in oktober 1965 de koninklijke toestemming had verleend. De vlag werd voor het eerst officieel gehesen op 12 mei 1966.
Het besluit om de vlag aan te nemen volgde op de beslissing van de federale overheid om het Canadese Rode Vaandel als nationale vlag te vervangen door de huidige vlag van Canada. De vlag van Manitoba dient dus als een herinnering aan de oude Canadese vlag en symboliseert de band met het Verenigd Koninkrijk, die voor de tegenstanders van de komst van de huidige Canadese vlag zo belangrijk was dat zij de Union Flag niet uit de Canadese vlag gehaald wilden zien worden. De vlag van Ontario is onder soortgelijke omstandigheden aangenomen.
De luitenant-gouverneur van Manitoba, de vertegenwoordiger van de Canadese Kroon in de provincie, heeft een persoonlijke standaard waarop het gekroonde wapenschild van Manitoba op een blauwe achtergrond staat, omringd door tien esdoornbladeren die de tien Canadese provincies moeten symboliseren.